# Лала Паскинелли
Мария Лаура Паскинелли (род. 1976, La Emilia, Буэнос-Айрес), известная как Лала Паскинелли, — аргентинская художница, поэтесса, юрист и активистка. Она основала Mujeres Que No Fueron Tapa, организацию, критикующую представление женщин в средствах массовой информации. В 2023 году она была включена в список 100 женщин Би-би-си.

## Жизнь
Паскинелли родилась в 1976 году в Ла Эмилии в семье представителей низшего среднего класса. Когда ей было пять лет, из-за экономических проблем её семья переехала в Хунин, Буэнос-Айрес. Её дедушка открыл пекарню, где она проводила большую часть времени за чтением различных журналов. Журналы в основном обсуждали знаменитостей и женскую моду, но в 1989 году они обсуждали предвыборную кампанию и выборы Виолеты Чаморро, первой женщины-президента Никарагуа. Так Паскинелли получила важный для себя опыт осознания того, что женщина может руководить страной. Паскинелли стала представительницей первого поступившего в колледж поколения в своей семье, и с 2000 по 2017 год работала юристом. Она ушла, поняв, что предпочитает заниматься искусством и активизмом.

### Mujeres Que No Fueron Tapa
В 2015 году Паскинелли основала Mujeres Que No Fueron Tapa (MQNFT) (с исп. — «Женщины, которые не были на вершине»); её интересовал вопрос, какой была бы её жизнь, если бы она выросла, видя больше женщин в качестве политиков, активистов и учёных, а также более разнообразный спектр женских тел. Первоначально организация была создана как арт-проект Паскинелли с целью критики того, как мода влияет на женщин. Однако он быстро стал более общим и перешёл к обсуждению того, как женщины представлены в средствах массовой информации и рекламе посредством визуального искусства.
В 2017 году она вместе с Мелиной Маснаттой, коллегой-активисткой, провела семинар о культурных инновациях. Там она узнала, как можно использовать технологии для распространения своего послания. В результате этого опыта она и MQNFT сотрудничали с Wikimedia Argentina для организации ежегодного Festival de Hackeo de Estereotipos, недельного мероприятия, целью которого является научить детей по всей Аргентине выявлять гендерные стереотипы в средствах массовой информации. Название было вдохновлено Манифестом хакера. К 2018 году проект работал с более чем 250 школами. В 2023 году организация запустила англоязычную версию программы.
Паскинелли также ведёт одноимённый подкаст, в котором она берет интервью у женщин и рассказывает их истории.
В 2023 году она создала хэштег #HermanaSoltáLaPanza (с исп. — «Сестра, перестань втягивать живот»), чтобы рассказать об обширном характере диет среди женщин. Благодаря своей активной деятельности она была отмечена как одна из 100 женщин года по версии Би-би-си.

## Личная жизнь
Паскинелли — лесбиянка.